# Cibory (Ostróda)
Cibory (deutsch Lehmannsgut) ist ein Ort in der polnischen Woiwodschaft Ermland-Masuren. Er gehört zur Gmina Ostróda (Landgemeinde Osterode in Ostpreußen) im Powiat Ostródzki (Kreis Osterode in Ostpreußen).

## Geographische Lage
Cibory liegt im Westen der Woiwodschaft Ermland-Masuren, fünf Kilometer südlich der Kreisstadt Ostróda (Osterode in Ostpreußen).

## Geschichte
Lehmannsgut, in seinem Kern bestehend aus einem kleinen Gehöft, wurde 1543 erstmals urkundlich erwähnt. Bis 1945 war es ein Wohnplatz der Gemeinde Buchwalde (polnisch Kajkowo) im Kreis Osterode in Ostpreußen.
Im Jahre 1945 wurde Lehmannsgut mit dem gesamten südlichen Ostpreußen in Kriegsfolge an Polen abgetreten. Der kleine Ort erhielt die polnische Namensform „Cibory“ und ist heute in die Landgemeinde Ostróda (Osterode i. Ostpr.) im Powiat Ostródzki (Kreis Osterode in Ostpreußen) eingegliedert, bis 1998 der Woiwodschaft Olsztyn, seither der Woiwodschaft Ermland-Masuren zugehörig.

## Kirche
Bis 1945 war Lehmannsgut in die evangelische Landkirche Osterode in der Kirchenprovinz Ostpreußen der Kirche der Altpreußischen Union, außerdem in die römisch-katholische Kirche der Kreisstadt eingepfarrt.
Der Bezug zu Ostróda besteht für Cibory auch heute, wobei die Kirchengemeinde der Stadt jetzt zur Diözese Masuren der Evangelisch-Augsburgischen Kirche in Polen gehört. Katholischerseits ist Cibory jetzt zur Pfarrei Kajkowo (Buchwalde) im Erzbistum Ermland hin orientiert.

## Verkehr
Cibory ist von Kajkowo aus auf direktem Wege erreichbar. Eine Anbindung an den Bahnverkehr besteht nicht.